# Uranovi vanjski nepravilni sateliti
Izvan putanje Uranovog satelita Oberona otkriveno je u periodu od 1997. do 2003. još 9 malih satelita u nepravilnim putanjama.

## Porijeklo imena satelita
Kao i ostali Uranovi sateliti, i ovih 9 nazvano je prema likovima iz djela Williama Shakespearea i Alexandera Popea. 
Imena Kaliban, Stefano, Sikoraks, Prospero,  Setebos i Trinkulo preuzeti su iz Shakespeareovog djela Oluja (engl. "The Tempest"). 

## Povijest otkrića
Mjesece Stefano, Prospero i Setebos otkrila je u svibnju 1997. grupa astronoma koju su činili Matthew J. Holman, John J. Kavelaars, Brett J. Gladman, Jean-Marc Petit i Hans Scholl. 
Dana 6. rujna 1997., astronomi Philip D. Nicholson, Brett J. Gladman, Joseph A. Burns i John J. Kavelaars otkrili su mjesece Kaliban i Sikoraks.
Obje grupe satelita otkrivene su uz pomoć 5-metarskog teleskop Hale. 
U listopadu 2002. objavljeno je otkriće do tada najmanjeg otkrivenog Uranovog satelita koji je dobio ime Trinkulo, a krajem 2003. dodatna 2 mala satelita.

## Osnovno o satelitima
Podataka o ovih 9 satelita ima vrlo malo. Nalaze se vrlo daleko od Urana, pa je drugi najbliži Caliban više od 12 puta dalje od Urana nego najdalji veliki satelit Oberon.
Redom od Oberona prema vani nalaze se Francisko (na udaljenosti od 4 276 000 km od središta Urana), Caliban (7 230 000 km), Stefano (8 004 000 km), Trinkulo (8 504 000 km), Sikoraks (12 179 000 km), Margareta (14 345 000 km), Prospero (16 243 000 km), Setebos (17 501 000 km) i Ferdinand (21 000 000 km).
Svih 9 satelita su nepravilnog oblika. Procjenjene dimenzije satelita temelje se na pretpostavljenom albedu od 0.07. Prema tim procjenama, najveći prosječni promjer ima Sikoraks (150 km), zatim slijede Kaliban (72 km), Prospero (50 km), Setebos (47 km), Stefano (32 km), a najmanji, s promjerima od oko 20 km, su Francisko (22 km), Ferdinand (21 km), Margaret (20 km) te Trinkulo (18 km).
Svi uranovi vanjski sateliti, osim Margarete, kreću se u retrogradnim putanjama s inklinacijama između 140° i 170°.
Za dva veća satelita, Kalibana i Sikoraksa, je primjećeno da su dosta crveni, što upućuje na asteroidno porijeklo. Pretpostavlja se da su svih 9 satelita zapravo zarobljeni asteroidi iz Kuiperovog pojasa.

## Vanjske poveznice
- Astronomska sekcija FD-Split: Uranovi vanjski sateliti  Arhivirana inačica izvorne stranice od 29. listopada 2005. (Wayback Machine)